# Richard Rado

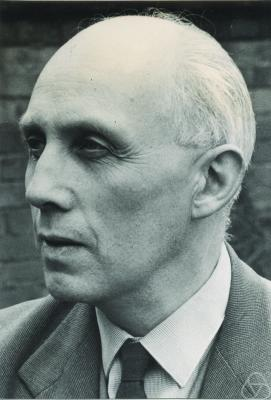
Richard Rado (1976)

Richard Rado (geboren 28. April 1906 in Berlin; gestorben 23. Dezember 1989 in Reading) war ein deutsch-britischer Mathematiker, der sich vor allem mit Kombinatorik beschäftigte.

## Leben
Richard Rado war ein Sohn des Ungarn Leopold Rado und der Deutschen Anna Abrahamson. Er schwankte zunächst zwischen dem Studium der Mathematik und der Karriere eines Konzertpianisten. Er studierte in Berlin und Göttingen Mathematik und wurde 1933 bei Issai Schur promoviert (Studien zur Kombinatorik). Im gleichen Jahr emigrierte er nach der Machtergreifung der Nationalsozialisten nach Großbritannien. Dort setzte er sein Studium am Fitzwilliam College der Universität Cambridge mit einem Stipendium fort, wo er von G. H. Hardy, J. E. Littlewood, Bernhard Neumann, A. S. Besikowitsch und Philip Hall beeinflusst wurde. 1935 wurde er ein zweites Mal bei Hardy promoviert (Linear transformation of bounded sequences). Er kam auch in Kontakt mit Harold Davenport und Hans Heilbronn. Eine Reihe von Arbeiten zur Kombinatorik und Graphentheorie entstanden zusammen mit Paul Erdős, den er zuerst 1934 in Cambridge traf, wo Rado Lecturer war. Rado ging 1936 an die University of Sheffield, wo er Kollege und Freund von Leonid Mirsky war, und wechselte 1947 zum King’s College in London, ehe er ab 1954 bis zu seiner Emeritierung 1971 einen Lehrstuhl an der Universität Reading übernahm.
Mit Erdős begründete Rado den Partitions-Kalkül in der Ramsey-Theorie, siehe Satz von Erdős-Rado. Schon in seiner Dissertation 1933 behandelte er Fragen aus dem Umfeld der Ramsey-Theorie, ausgehend vom Satz von Van der Waerden. Weiter befasste er sich mit Graphentheorie (wo der Rado-Graph oder Zufallsgraph nach ihm benannt ist), dem Heiratssatz von Philip Hall und der Theorie der Matroide (Satz von Rado). Erdős beschrieb ihre Zusammenarbeit so, dass er selbst gut im Entdecken interessanter Spezialfälle war, während Rado sie zu größtmöglicher Wirksamkeit verallgemeinerte.
Ihm zu Ehren ist der alle zwei Jahre vergebene Mathematiker-Preis der Fachgruppe Diskrete Mathematik der Deutschen Mathematiker Vereinigung benannt: der Richard-Rado-Preis für die beste Dissertation in Diskreter Mathematik.
1972 erhielt er den Senior-Berwick-Preis und 1978 wurde er Fellow der Royal Society. 1981 wurde er Ehrendoktor der FU Berlin. 1974 war er Invited Speaker auf dem Internationalen Mathematikerkongress in Vancouver (Families of Sets) und ebenso 1936 (Some recent results in combinatorial analysis), 1962 (A theorem on vector spaces) und 1954 (A Partition Calculus).
Seit 1933 war er mit Luise Zadek verheiratet, mit der er einen Sohn hatte. Beide zusammen traten auch öffentlich in musikalischen Veranstaltungen auf, wobei seine Frau sang und er am Klavier begleitete.
Zu seinen Doktoranden zählen Eric Milner und Gabriel Andrew Dirac.

## Schriften
- Studien zur Kombinatorik, Berlin 1933 (Inaugural-Dissertation; mit Lebenslauf bis 1933)
- mit Paul Erdős: A partition calculus in set theory. In: Bulletin of the American Mathematical Society. Vol. 62, 1956, ISSN 0273-0979, S. 427–489 (englisch)
- mit Paul Erdős, András Hajnal, Attila Máté: Combinatorial set theory. Partition relations for cardinals (= Studies in logic and the foundations of mathematics. Vol. 106). North-Holland, Amsterdam u. a. 1984, ISBN 0-444-86157-2.